# Doryctes variegatus
Doryctes variegatus är en stekelart som beskrevs av Szepligeti 1914. Doryctes variegatus ingår i släktet Doryctes och familjen bracksteklar. Inga underarter finns listade i Catalogue of Life.